# 微生物培养

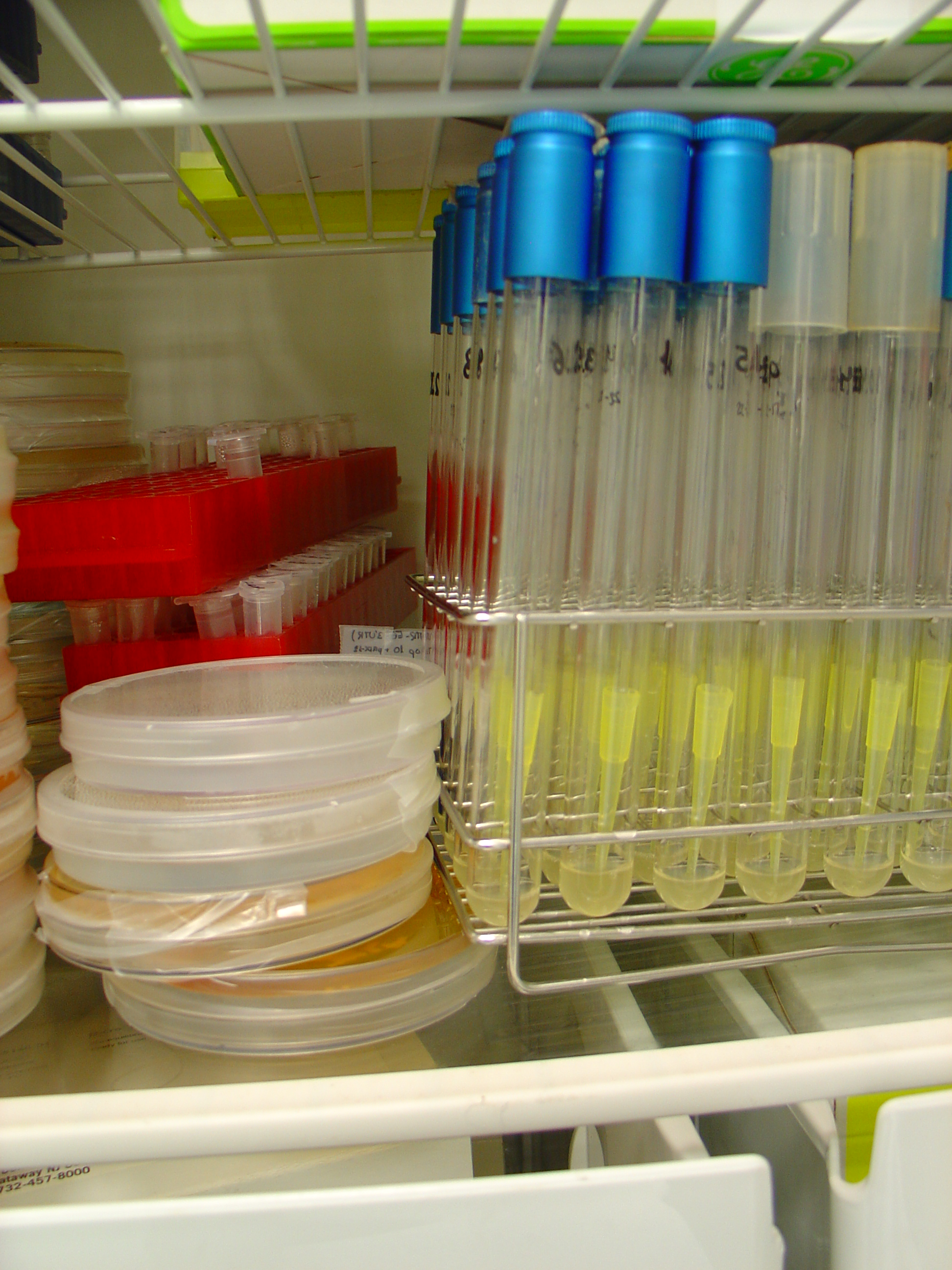
固体和液体培养基上的微生物培养

微生物培养是一种通过让微生物在受控的实验室条件下在预定的培养基中进行繁殖的方法。微生物培养是分子生物学研究中基础且基本的诊断方法，也是一种重要的研究工具。
微生物培养是用于确定生物种类及其在被检测样本中的丰度的基础诊断方法之一。它是微生物学的主要诊断方法之一，并作为一种工具，通过让病原体在预定的介质中繁殖来确定传染病的原因。例如，咽喉培养是通过刮取咽喉组织的内衬并将样本涂抹到培养基中进行筛查有害微生物，以能够筛选出有害的微生物，如化脓性链球菌（Streptococcus pyogenes），即脓毒性咽喉炎的致病因素。
分离出微生物的纯培养通常是必不可少的。纯培养（或无菌培养）是一种在其他物种或类型不存在的情况下生长的细胞或多细胞生物的种群。纯培养可能起源于单个细胞或单个生物体，在这种情况下，细胞是彼此的基因克隆体。为了使微生物培养物凝胶化，使用了琼脂为介质。琼脂是一种从海藻中提取的凝胶状物质。琼脂的廉价替代品是瓜尔豆胶，可用于分离和维持嗜热菌。

## 细菌培养

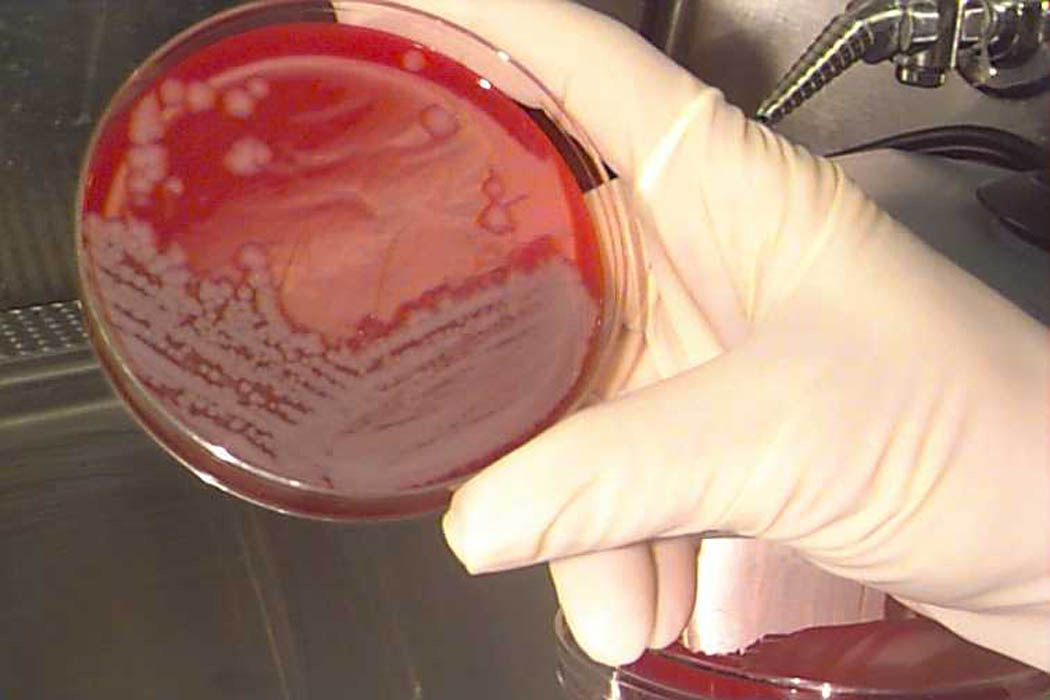
炭疽杆菌培养物

有几种类型的细菌培养方法，根据被培养的制剂和下游用途来选择。

### 肉汤培养物

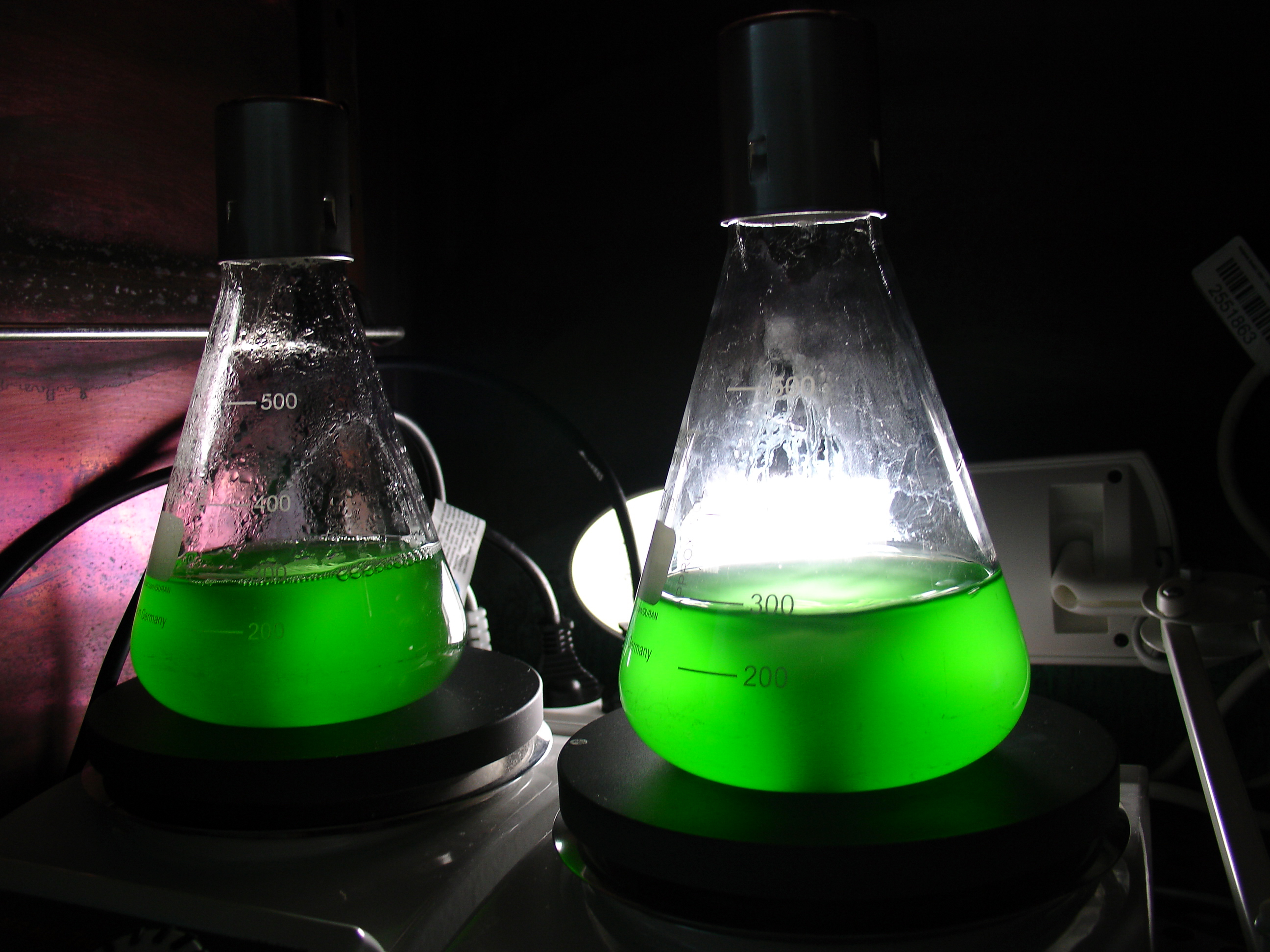
蓝藻聚球藻菌PCC 7002的液体培养物

细菌培养的一种方法是液体培养，即将所需的细菌悬浮在营养液培养基中（如LB培养基），放置在直立烧瓶中。这使科学家能够为各种下游应用培养大量细菌。
液体培养物是准备抗菌试验的理想选择，实验人员会将细菌接种到液体培养基中，并让其在一夜之间生长（他们可以使用摇床来实现均匀的生长）。然后，他们会取样并检测某种特定药物或蛋白质（抗微生物肽）的抗菌活性。
作为一种替代方案，微生物学家可能会决定使用静态液体培养。这些培养不会被震动，它们会为微生物提供一个氧梯度。

### 琼脂平板
微生物培养可以在不同大小的培养皿中进行，其表面有一层薄薄的基于琼脂的生长培养基。一旦在培养皿中的生长介质中接种了所需的细菌，就将平板放在适合所选细菌生长的最佳温度下孵育，例如，对于来自人类或动物的培养物，通常在37摄氏度，或人体温度；对于环境培养物，则更低。当达到所需的生长水平后，琼脂平板可以倒置储存在冰箱中，以保留细菌进行未来的实验。
在将琼脂倒入平板并使其凝固之前，可以将多种添加剂添加到琼脂中。某些类型的细菌只能在某些添加剂存在的情况下生长。这也可用于创建含有抗生素抗性基因的工程细菌菌株。当将选定的抗生素添加到琼脂中时，只有含有基因插入耐药性的细菌细胞才能生长。这使得研究人员能够选择成功转化的菌落。

### 琼脂试纸
琼脂平板的小型化版本被应用于用于试纸格式，例如Dip Slide、Digital Dipstick显示出可在护理点用于诊断目的的潜力。与琼脂平板相比，它们具有成本效益，而且它们的操作不需要专业知识或实验室环境，这使它们能够在护理点使用。

### 穿刺培养物

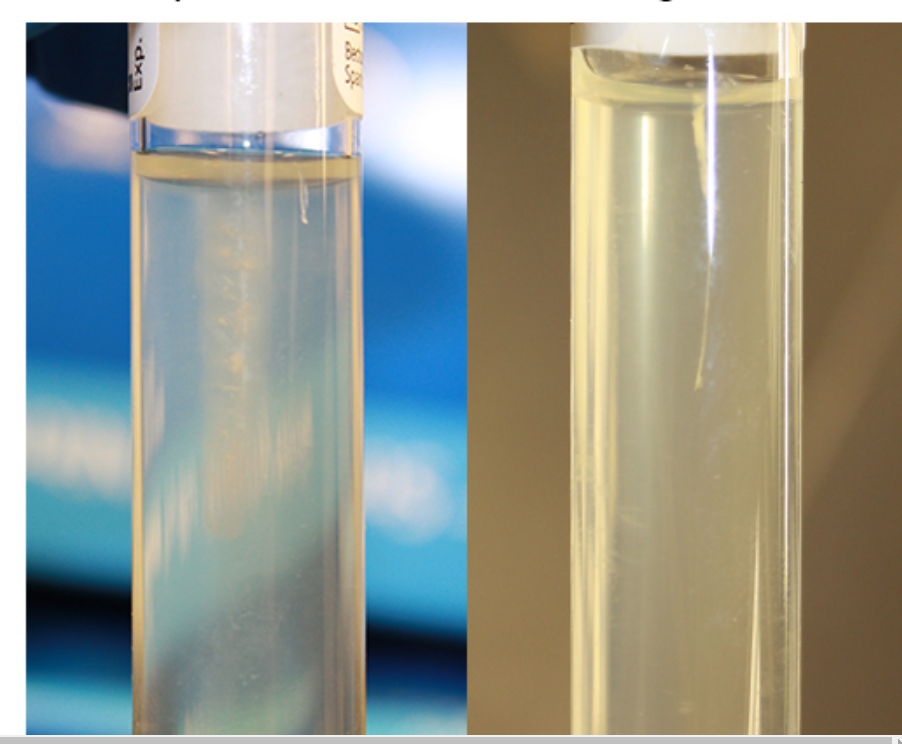
可以沿着刺线区分活动和非活动细菌。活动细菌将从刺线中生长出来，而非活动细菌仅沿刺线存在。

穿刺培养类似于琼脂平板，但是由试管中的固体琼脂形成的。细菌通过接种针或吸管尖端刺入琼脂的中心而引入。细菌在刺破的区域生长。穿刺培养最常用于短期存储或运输培养物。

### 培养物保藏
微生物培养物保藏中心致力于获取、鉴定、生产、保存、编目和分发标准参考微生物、细胞系和其他材料的可行培养物，以进行微生物系统分类研究。培养物收藏也是类型菌株的储存库。
| 集合首字母缩略词 | 名称                             | 地点                           |
| ---------------- | -------------------------------- | ------------------------------ |
| ATCC             | 美国典型培养物保藏中心           | 弗吉尼亚州马纳萨斯             |
| BCCM             | 比利时微生物协调保藏中心         | 比利时布鲁塞尔的分散式协调小组 |
| CCUG             | 哥德堡大学培养物保藏中心         | 瑞典哥德堡                     |
| CECT             | 西班牙典型菌种保藏中心           | 西班牙瓦伦西亚                 |
| CIP              | 巴斯德研究院                     | 法国巴黎                       |
| DSMZ             | 德国微生物与细胞培养物保藏中心   | 德国不伦瑞克                   |
| ICMP             | 国际植物微生物保藏中心           | 新西兰奥克兰                   |
| JCM              | 日本微生物保藏中心               | 日本茨城县筑波市               |
| NCTC             | 國家細菌典型培養物保藏中心       | 英国伦敦，英国公共卫生         |
| NCIMB            | 国家工业、食品和海洋细菌保藏中心 | 苏格兰阿伯丁                   |

### 嗜热微生物的固体平板培养
对于在50至70摄氏度温度下生长的嗜热微生物，如酸热脂环酸芽孢杆菌（Alicyclobacillus acidocaldarius）、嗜热脂肪地芽孢杆菌（Geobacillus stearothermophilus）、水生栖热菌（Thermus aquaticus）和嗜热栖热菌（Thermus thermophilus）等的固体平板培养，与琼脂相比，低酰基澄清结兰胶已被证明是计数或分离上述嗜热细菌或两者的首选胶凝剂。

## 病毒培养
病毒和噬菌体培养需要宿主细胞，让病毒或噬菌体能在其中繁殖。对于噬菌体，通过感染细菌细胞来培养。然后，可以从细菌菌苔上的斑点中分离噬菌体。病毒培养物是从它们合适的真核宿主细胞中获得的。

## 真核细胞培养

### 纯培养物的分离
对于单细胞真核生物，例如酵母，纯培养物的分离使用的技术与细菌培养相同。多细胞生物的纯培养通常更容易通过简单地挑选出一个个体来启动培养来分离。例如，对于真菌、多细胞藻类和小型后生动物的纯培养，这是一种有用的技术。
开发纯培养技术对于观察所研究的标本至关重要。分离单个细胞和产生纯培养物的最常用方法是准备划线板。划线平板法是一种物理分离微生物种群的方法，通过在固体琼脂平板上用接种环前后摇动接种物来完成。孵育后，将出现菌落，并且单细胞将从生物质中分离出来。在孵育过程中，菌落将出现，单个细胞将从生物质中被分离出来。一旦在纯培养物中分离出微生物，就必须将其保存在可存活的状态，以供进一步研究和在称为储备培养物的培养物中使用。这些培养物必须得到维护，以确保其生物学、免疫学和培养特征不会丧失。